# Isla de Anhatomirim
Isla de Anhatomirim (en portugués: ilha de Anhatomirim) es el nombre de una isla que se encuentra en el Océano Atlántico, en la costa sur de Brasil, entre la Isla de Santa Catarina y la parte continental de la Bahía del norte. Es parte del municipio llamado Governador Celso Ramos.
En esta isla rocosa fue construida desde el siglo XVIII una de las principales fortalezas en el sur de Brasil, diseñada para proteger la entrada norte de la bahía y la ciudad de Nuestra Señora del Destierro, hoy Florianópolis. Recientemente restaurada, la fortaleza de Santa Cruz de Anhatomirim es uno de los principales monumentos históricos de Florianópolis.
La fauna marina es rica en erizos de mar, estrellas de mar, y variedad de peces. Una de las grandes atracciones son los muchos delfines que nadan en sus aguas. Tres pequeñas playas de arena forman su costa. El relieve es bastante modesto: la altura máxima es de 31 metros sobre el nivel del mar y la parte norte tiene la pendiente más fuerte. Entre la isla y el continente la profundidad es inferior a 5 metros, con un intenso proceso de sedimentación.
Anhatomirim está constituida como Área de Protección Ambiental (Área de Proteção Ambiental - APA), y la explotación de los recursos naturales está muy limitado por las leyes municipales.